# Europa Środkowa: anegdota i historia

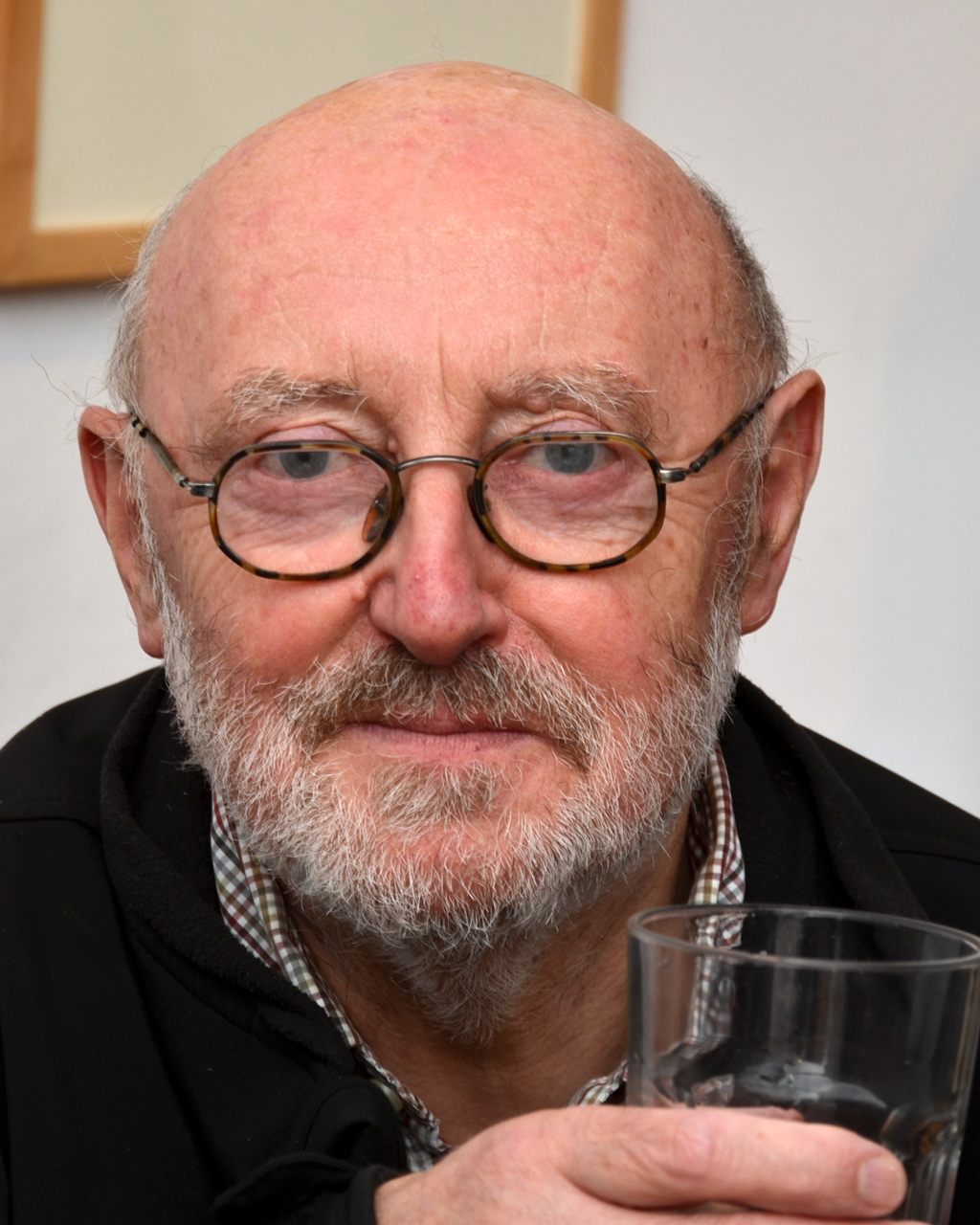
Josef Kroutvor (2017) – autor eseju.

Europa Środkowa: anegdota i historia – najgłośniejszy esej Josefa Kroutvora (ur. 1942), wybitnego czeskiego eseisty i historyka sztuki. Opublikowany w 1979 r. w emigracyjnym miesięczniku czechosłowackim „Svědectví” (odpowiednik paryskiej „Kultury”) pod pseudonimem Josef K., był obok głośnego eseju Milana Kundery Zachód porwany, czyli tragedia Europy Środkowej najważniejszym czeskim głosem w toczonej w latach 80. XX w. dyskusji na temat wspólnej, środkowoeuropejskiej tożsamości krajów regionu, a zawarte w nim uwagi i spostrzeżenia wciąż zachowują aktualność i pobudzają do refleksji. Esej był przełożony na kilkanaście języków.

## Tezy eseju
Europa Centralna to, jak twierdzi Josef Kroutvor, kraina płaskich stóp, czyli przeciętności, podporządkowania, peryferii. Unosi się nad nią ciężka woń gotowanej kapusty, zwietrzałego piwa, czuje się [tu] mdły zapach przejrzałych arbuzów. Według autora eseju drogą Europy Środkowej jest droga złotego środka. Nie ma tu skrajnej nędzy ani wielkiego bogactwa, skrajnej prawicy ani radykalnej lewicy, gwałtownych namiętności ani trzeźwego rozumu – intuicja, ostrożność oraz dowcip są dobre na wszystko.

Dalej autor definiuje obszar Europy Środkowej: 

Na zachodzie granicę wytycza Monachium i mniejsza, czy jest to fakt pozytywny, czy negatywny. Na górze Drezno jako drugie z miast niemieckich. Pozostałość po dawnej monarchii austro-węgierskiej reprezentują: Wiedeń, Budapeszt, a także Kraków. Należy pamiętać, że i żydowski Lwów należy do Europy Środkowej. Wewnątrz leży jeszcze Bratysława, Brno i wreszcie Praga jako idealne centrum środkowoeuropejskiej przestrzeni.

Kroutvor dużo uwagi poświęca Františkowi Palacky’emu, znanemu czeskiemu historykowi, politykowi, współtwórcy i głównemu propagatorowi austroslawizmu. Palacký mówi o Austrii. Podkreśla, że musi ona być rozpatrywana pod kątem polityki ogólnoeuropejskiej federacji. Ustrój Europy Środkowej powinien zagwarantować Europie trwały pokój. Palacký upatrywał niebezpieczeństwo ze strony Prus oraz Rosji. Nie ma znaczenia, że byłaby to monarchia słowiańska. Potęga pozostaje potęgą, czy to obca, czy to pobratymcza.
Kroutvor twierdzi również, że o ile nie da się ściśle wyznaczyć współcześnie granic w sensie politycznym, to tożsamością Europy Środkowej zawsze pozostanie jej kultura, najdoskonalej odzwierciedlająca się w literaturze.

Ekspresjonizm środkowoeuropejski można bez przesady porównać jedynie z odrodzeniem narodowym. Różnica polega jednak na tym, że odrodzenie przyszło wyłącznie na fali ideologii narodowej, patriotycznej, podczas gdy ekspresjonizm środkowoeuropejski był nurtem wielonarodowościowym, przejawem europejskości i humanizmu.

Ponadto Kroutvor formułuje także pogląd (wspierany przez Josepha Rotha) na temat mocarstwa austro-węgierskiego i późniejszego oddzielenia się Austrii od pozostałych krajów:

Oczywiście tylko Słoweńcy oraz galicyjscy Polacy i Rusini, tylko chałaciarze z Borysławia i handlarze koni z Baczki, tylko muzułmanie z Sarajewa i sprzedawcy pieczonych kasztanów śpiewają jeszcze Boże wspieraj. Bo niemieccy studenci z Brna i Chebu, dentyści, aptekarze, czeladnicy fryzjerscy i artyści – fotografowie z Linzu, Grazu i Knittelfeldu, wszyscy ci wołowaci Alpejczycy śpiewają Wacht Am Rhein. Zobaczycie, moi panowie, że ta wierność Nibelungów zgubi Austrię! Istotę Austrii stanowią jej peryferie, a nie centrum. Nie znajdziecie Austrii w Alpach! Tam znajdują się kozice, szarotki i krokusy, lecz ani śladu podwójnego orła. Substancję Austrii żywią i zasilają jedynie kraje koronne.

Kroutvor podkreśla, że Środkowoeuropejczyk jest doskonale szablonowy, zwyczajny i prosty; zanurzony w absurdalnej codzienności, posłuszny, ale podchodzący do niemal wszystkiego z sobie właściwym dystansem – jak Józef Szwejk. To także istota pragnąca mieć spokój, marząca o wytchnieniu od nieustannie ją męczącej historii. Autor Europy Środkowej, podobnie jak Milan Kundera, przyczyn klęski idei Centrum jako obszaru, na którym pokojowo żyje wiele narodów, upatruje w zmarnowaniu przez Austrię historycznej szansy na zbudowanie nowoczesnego, środkowoeuropejskiego państwa. Kroutvor podkreśla wielokrotnie przynależność Europy Centralnej do kulturalnego Zachodu, ale nie uważa jej za „porwaną część” zachodniej Europy, ale za specyficzny, odrębny obszar, z własnym typem człowieka i literatury, której formą jest melancholijna groteska widoczna w dziełach m.in. Nemcovej, Nerudy, Kafki czy Schulza, reprezentujących tutejszy humanizm, czyli humanizm małego człowieka. Europa Środkowa jest przestrzenią nudy, rozpadu, bujnego rozrostu chwastów, niegdyś tak sławioną przez Bruna Schulza, dziś przez Andrzeja Stasiuka. Przestrzenią, w której może zaistnieć trzynasty miesiąc i w której nic nigdy nie jest dokończone – jak ulica Krokodyli.